# High Seas Havoc
High Seas Havoc — видеоигра в жанре платформер, разработанная и изданная компанией Data East и изданная для игровой приставки Sega Mega Drive в 1993 году. В Японии была издана под именем Captain Lang (яп. キャプテン ラング Кяпутэн Рангу) в апреле 1994 года. На территории Европы и Австралии игра была выпущена в том же году под названием Havoc. Также известна под названием Capt’n Havoc.

## Игровой процесс
В игре предстоит играть за капитана Хавока, у которого капитаном Бернандо была похищена его единственная и неповторимая Бриджет. В игре 7 уровней игры и три уровня сложности. В каждом уровне встречается множество различных врагов и в конце уровня босс. На каждом уровне есть кристаллы и различные бонусы.
В игре очень много различных противников. В основном это коты — пираты, крысы, крабы и др. Чтобы уничтожить их надо нанести один удар вихрем или просто прыгнуть на них. На каждом уровне разные враги. Из убитых врагов ничего не выпадает.
На каждом уровне есть сундуки с бонусами. В них попадаются: сапоги для ускорения, дополнительные «жизни», кристаллы, и еда, восстанавливающая здоровье.
За каждые собранные сто кристаллов Хавоку даётся дополнительная «жизнь».

### Уровни
- Pirate Ship
- Otarucean 1
- Otarucean 2
- Burning Hamlet
- Mt. Chester
- Frozen Palace
- Mt. Bernardo
- The Final

Каждый уровень, кроме первого и последнего, состоит из двух действий.

## Рецензии
В основном игра получила смешанные оценки критиков. Consoles Plus и All Game Guide поставили высокие оценки. А Insomnia напротив поставила низкую оценку.
| Иноязычные издания | Иноязычные издания                                                       |
| Издание            | Оценка                                                                   |
| ------------------ | ------------------------------------------------------------------------ |
| GamePro            | 4 из 5 звёзд · 4 из 5 звёзд · 4 из 5 звёзд · 4 из 5 звёзд · 4 из 5 звёзд |